# Pernui
Pernui es un despoblado español del municipio de Sort, perteneciente a la provincia de Lérida, en la comunidad autónoma de Cataluña.

## Toponimia
El lugar puede aparecer referido con las grafías «Pernui» y «Pernuy».

## Historia
Hacia mediados del siglo XIX, el lugar era referido como una aldea ya por entonces perteneciente a Sort. Aparece descrito en el duodécimo volumen del Diccionario geográfico-estadístico-histórico de España y sus posesiones de Ultramar de Pascual Madoz con las siguientes palabras:

PERNUY: ald. dependiente en lo civil y ecl. de la v. de Sort, (1 hora) á cuyo part. jud. corresponde, en la prov. de Lérida (27 1/2), aud. terr. y c. g. de Barcelona (45 1/2). sit. en la pendiente de una montaña muy alta y elevada una hora sobre la izq. del r. Noguera Pallaresa, en clima frio donde le combaten todos los vientos en especial los del N. y O., y se padecen pulmonias é inflamaciones. Tiene 3 casas y una igl. dedicada á San German, y varias fuentes naturales en el térm. Sus confines, terreno, prod. y demas son lo mismo que las de Sort.
(Madoz, 1849, p. 816)